# سليمان أتش
سليمان أتش (بالتركية: Süleyman Ateş)‏‏ (3 يناير 1933 في معمورة العزيز - ) هو عالمٌ مسلمٌ تُركي. درس في كلية العلوم الدينية في جامعة أنقرة. تولى رئاسة منظمة الشؤون الدينية التركية في الفترة ما بين 16 أبريل 1976 حتى 8 فبراير 1978، خلفًا للطفي دوغان، وتولى بعده طيار آلتي قولاج.